# 王查美龍
王查美龍（英語：Madeline May-Lung Wong，1940年—），已故查濟民的女兒，配偶為漢國置業有限公司、建業實業有限公司、建聯集團有限公司主席王世榮，而祖籍為江西婺源。
王查美龍在1958年畢業於香港培道中學中五年級，於同年香港中學會考中取得家政與歷史科B級、生物科A級成績。她育有1子1女，兒子為王承偉，女兒為王妍。
現任為查民紡織集團有限公司董事長、香港興業國際集團有限公司非執行董事、名力集團控股有限公司副主席。

## 事件
2014年6月18日，王查美龍以4050萬港元（5,223,110美元）收購從香港興業旗下新界大嶼山愉景灣蔚陽朝暉徑之兩層獨立屋物業，實用面積2,566呎，另有前後花園，實用呎價15,783港元（2035美元）。
2014年8月28日，王查美龍在股東大會內退任漢國置業有限公司非執行董事，而其曾在1985年委任。
2015年1月14日，王查美龍比市價低近四成收購香港興業旗下新界大嶼山愉景灣蔚陽朝暉徑之兩層排屋洋房物業事宜，香港興業被質疑平賣資產，有律師指出需要由證監會作出調查，以釋除疑慮；另外，王查美龍在購入物業後，原本打算加建升降機及加高圍牆，但基於種種問題，已停止興建，其家人作出合理解釋，是由於夫婦年紀老邁，希望加建升降機方便二人出入，並欲加高靠近鄰戶的圍牆以保護私隱。